# العلاقات الأسترالية المولدوفية
العلاقات الأسترالية المولدوفية هي العلاقات الثنائية التي تجمع بين أستراليا ومولدوفا.

## مقارنة بين البلدين
هذه مقارنة عامة ومرجعية للدولتين:
| وجه المقارنة                                              | أستراليا                                   | مولدوفا                           |
| --------------------------------------------------------- | ------------------------------------------ | --------------------------------- |
| المساحة (كم2)                                             | 7.69 مليون                                 | 33.85 ألف                         |
| عدد السكان (نسمة)                                         | 24.51 مليون                                | 2.55 مليون                        |
| الكثافة السكانية (ن./كم²)                                 | 3.19                                       | 75.33                             |
| العاصمة                                                   | كانبرا، ملبورن                             | كيشيناو                           |
| اللغة الرسمية                                             | لغة إنجليزية                               | اللغة المولدوفية، اللغة الرومانية |
| العملة                                                    | دولار أسترالي، جنيه إسترليني، جنيه أسترالي | ليو مولدوفي                       |
| الناتج المحلي الإجمالي (بليون دولار)                      | 1.32 تريليون                               | 8.13 مليار                        |
| الناتج المحلي الإجمالي (تعادل القوة الشرائية) بليون دولار | 1.10 تريليون                               | 17.94 مليار                       |
| الناتج المحلي الإجمالي الاسمي للفرد دولار أمريكي          | 56.31 ألف                                  | 3.65 ألف                          |
| الناتج المحلي الإجمالي للفرد دولار أمريكي                 | 45.92 ألف                                  | 4.98 ألف                          |
| مؤشر التنمية البشرية                                      | 0.939                                      | 0.693                             |
| رمز المكالمات الدولي                                      | +61                                        | +373                              |
| رمز الإنترنت                                              | .au                                        | .md                               |
| المنطقة الزمنية                                           |                                            | ت ع م+02:00، ت ع م+03:00          |

## منظمات دولية مشتركة
يشترك البلدان في عضوية مجموعة من المنظمات الدولية، منها:
| علم المنظمة | اسم المنظمة                               | تاريخ انضمام أستراليا | تاريخ انضمام مولدوفا |
| ----------- | ----------------------------------------- | --------------------- | -------------------- |
|             | يونسكو                                    | 4 نوفمبر 1946         | 27 مايو 1992         |
|             | الفريق المعني برصد الأرض                  | ?                     | ?                    |
|             | مؤسسة التمويل الدولية                     | 20 يوليو 1956         | 10 مارس 1995         |
|             | المركز الدولي لتسوية المنازعات الاستشارية | 1 يونيو 1991          | 4 يونيو 2011         |
|             | منظمة حظر الأسلحة الكيميائية              | ?                     | ?                    |
|             | مؤسسة التنمية الدولية                     | 24 سبتمبر 1960        | 14 يونيو 1994        |
|             | منظمة التجارة العالمية                    | ?                     | ?                    |
|             | وكالة ضمان الاستثمار متعدد الأطراف        | 10 فبراير 1999        | 9 يونيو 1993         |
|             | الاتحاد البريدي العالمي                   | ?                     | ?                    |
|             | الاتحاد الدولي للاتصالات                  | 27 مايو 1878          | 20 أكتوبر 1992       |
|             | منظمة الشرطة الجنائية الدولية             | ?                     | ?                    |
|             | الأمم المتحدة                             | 1 نوفمبر 1945         | 2 مارس 1992          |
|             | البنك الدولي للإنشاء والتعمير             | 5 أغسطس 1947          | 12 أغسطس 1992        |

## وصلات خارجية
- موقع وزارة الخارجية الأسترالية
- موقع وزارة الخارجية المولدوفية